# Румпельштильцхен (Однажды в сказке)
Румпельштильцхен (также Румпель Штильцхен, Румпель, англ. Rumplestiltskin, Rumple Stiltskin, Rumple) — персонаж телесериала «Однажды в сказке». В ходе развития сюжета обретает множество псевдонимов и имён (Мистер Голд, Тёмный Маг, Чудовище, Крокодил, Детектив Уивер), отражающих его текущий ролевой статус. В основном, выступает как антагонист и антигерой.

## Общая характеристика персонажа

### Черты характера
Румпельштильцхен — трусливый, хитроумный, расчётливый властолюбец. В любых ограничениях всегда стремится найти лазейку и как-нибудь обойти их. Не довольствуется малым.
Румпель — манипулятор, лгун, коварный убийца, готовый пойти на всё, чтобы получить желаемое. Может пренебречь моральными нормами и даже близкими связями с родными людьми ради власти и могущества. Старается во всём находить выгоду и подстраховываться на случай негативного исхода событий. Никогда не упускает возможностей.
Имеет пристрастие заключать сделки на любых условиях. Для Румпельштильцхена договор — это святое.
Не потерпит насильное отчуждение собственности, которую считает своей.
Прядёт злато из соломы, поскольку значительную часть детства он прожил со старухами-пряхами.
Румпельштильцхен — один из самых неординарных, дьявольских и мстительных персонажей на телевидении, который исполняет отчаянные желания «за небольшую цену».

#### Внешний вид
Румпельштильцхен после обретения могущества стал носить костюмы из крокодильей кожи. Этот ход, вероятно связан со сценарием и именем персонажа на английском языке: Rumplestiltskin, где «-skin» — кожа.
После первого Тёмного Заклятья Мистер Голд сменил крокодиловую кожу на строгие смокинги, галстуки, чёрные плащи и мужские туфли.
С последним Заклятьем Детектив Уивер был переодет в совсем неофициальную, даже несколько свободную, джинсовую одежду и кроссовки.
Интересен факт, что ни в одной серии и ни в одном обличии Румпельштильцхен не носит головных уборов (если не считать накинутого капюшона).
Внимательные зрители обнаружили, что Роберт Карлайл, исполняя роль Мистера Голда, иногда появлялся в кадре с обручальным кольцом ещё до того, как по сценарию Румпель и Белль поженились. Фанаты говорят о личном признании актёра на своей странице в Twitter в том, что он забывал снять своё кольцо перед съёмками, однако, открытые посты, доступные для незарегистрированных пользователей, не содержат ни одного такого признания.

### Силы и способности

#### Магические способности
Став Тёмным Магом (см. раздел «Тёмный Маг»), Румпельштильцхен обрёл невероятное могущество, бессмертие и относительную неуязвимость. Единственной его слабостью был волшебный кинжал, с помощью которого можно повелевать Тёмным и даже убить его. Волшебный кинжал на долгие годы стал символом власти и могущества Румпельштильцхена.
Так же Тёмного могли ненадолго обездвижить волшебные чернила огромного чудища — редчайшего кальмара.
Магия Тёмного всегда требует цены. Будучи носителем Тёмного, Румпельштильцхен эту цену лишь определяет, но с учётом собственной выгоды, однако, отменить её совсем и без последствий он фактически не может.
К его многочисленным магическим способностям относятся сверхчеловеческие сила и ловкость, магическая защита, энергетические лучи, телепортация (перемещение), превращение, усыпление, исцеление, обездвиживание, создание иллюзий восприятия, вырывание магических образов сердец, удушение на расстоянии, силовые поля, телекинез и иные формы бесконтактного воздействия (и т. д.).
По степени могущества Румпельштильцхен уступал или был равным лишь Зевсу, Аиду, Мерлину и Тёмной Свон.
Например, в отличие от Мерлина, он не мог перемещаться между разными мирами, а в отличие от Аида, — оживлять мёртвых.
Источником могущества Тёмного изначально был Святой Грааль, который Мерлин потом переплавил в Экскалибур с помощью огня Прометея. Первый Тёмный, отпивший из Грааля и не пожелавший расставаться со своим могуществом, сломал меч, — его-то меньший осколок и стал позже волшебным кинжалом.

#### Интеллектуальные данные
Голос Тьмы в голове Румпеля обучил его всем магическим навыкам Тёмного, а само время прожитых веков подарило ему экстраординарные умственные способности, благодаря которым он стал признанным мастером "долгих партий". Развитый интеллект Румпельштильцхена послужил Символом Мудрости для Временно́го Заклятья Злой Ведьмы Запада. Мудрее Румпеля или равными ему были разве что сам Мерлин и Чёрная Фея.

#### Прорицание
Став Тёмным Магом, Румпельштильцхен забрал дар прорицания у Провидицы, которая ему когда-то пророчила (см. подраздел «Встреча с Провидицей»). С тех пор будущее стало для него головоломкой из массы фрагментов и обрывков. Со временем, Тёмный научился отличать возможное от неминуемого. Дар прорицания помог Румпелю заключить множество важных сделок на пути к заветной цели — встрече с пропавшим сыном (см. подраздел «Пропажа Белфайера»).

### Роль в сериале
Роль Румпельштильцхена — одна из главных в сериале, встречается на протяжении всех сезонов. По сути, вокруг именно этого персонажа и развивается весь глобальный сюжет.

#### Сезон 1
Как и во всех сезонах сериала, история повествования разворачивается параллельно в двух мирах и разных временах.
В прошлом, в Сказочном лесу, до наложения первого Тёмного Заклятья, Румпельштильцхен заключил множество сделок с разными персонажами сериала, постепенно направляя события в нужное русло.
Большинство этих сделок заканчивались плачевно для тех, с кем они заключались, но только не для Румпеля.
Он был известен как бессмертный и очень могущественный колдун или даже «...могущественнее всех», который мог исполнить любую, даже самую аморальную просьбу в обмен на какую-нибудь плату, которую, как правило, Румпельштильцхен назначал сам. Порой, некоторые из его "клиентов" соглашались на сделку на любых условиях, ещё не зная, какую цену потребует волшебник. Платой могло послужить всё, что угодно: плащ, прядь волос, ещё не родившийся младенец, волшебное зелье и пр. Так или иначе, они всегда несли в себе какую-то выгоду для Тёмного.
Единственного своего кредитора, которому он был должен (см. подраздел «Сделка со Знахарем»), Румпельштильцхен убил.
Тех, кто по какой-то причине не смог выполнить обещанного, также могла настигнуть кара чародея, даже если он ещё не предоставил им что-то взамен.
Все сделки носили добровольный характер. Выкуп Румпельштильцхен сделкой не считал и возвращал отданное при первой же возможности. Некоторые договоры имели волшебные свойства, из-за чего сам Тёмный Маг просто физически не мог их нарушить. Смерть прежнего носителя Тёмного не отменяла сделки, они передавались новому носителю.
Тёмное Заклятье не лишило сделок волшебной силы и те, замаскированные, действовали даже в Мире Без Магии.
В Сторибруке Мистер Голд (см. раздел «Мистер Голд») предстаёт как богатый бизнесмен, хорошо подкованный юридически. Он помогает Эмме Свон стать шерифом, похищает Кэтрин Нолан, выступает в качестве адвоката Мэри Маргарет Бланшар и обманом манипулирует Реджиной Миллс.

#### Сезон 2
Во втором сезоне, после разрушения Тёмного Заклятья, проблемы прошлого вновь дают о себе знать. Оказалось, Сторибрук нельзя покинуть просто так, не лишившись памяти, поэтому Мистеру Голду теперь нужно придумать, как снять защитный барьер, чтобы выехать в Мир Без Магии и найти там своего пропавшего сына.
Однако, в город проникают Капитан Крюк и Кора. Когда Голд находит сына, Капитан протыкает Румпеля крюком и отравляет ядом мор-шиповника, к которому нет противоядий. В спешке Мистер Голд с сыном возвращаются в Сторибрук.
В это время, сговорившись с Реджиной, Кора находит кинжал Тёмного и намеревается убить его, иначе умирающий Румпель рискует спустить всё своё могущество в никуда. Однако, по подсказке Голда Белоснежка руками Реджины убивает Кору и Румпель остаётся жив.

#### Сезон 3
В первой половине третьего сезона Голд отправляется в Нетландию для того, чтобы спасти своего внука Генри. Провидица напророчила ему когда-то, что Генри приведёт Румпельштильцхена к погибели. Многие думают, что Голд явился в Нетландию убить мальчика, а не спасти его, но напрасно. Тёмный жертвует собой, спасая тех, кто ему был дорог, от козней Питера Пэна (см. подраздел «Детство»).
Во второй половине сезона Злая Ведьма Запада Зелина обманом приводит Белфайера к воскрешению Тёмного. Так Румпельштильцхен теряет своего сына.

#### Сезон 4
В первой половине четвёртого сезона Румпельштильцхен находит Волшебную Шляпу Чародея, с помощью которой можно навсегда избавиться от бремени кинжала. Он лжёт, что незнаком со Снежной Королевой, и собирается до Проклятья Осколков, что та нашлёт, покинуть Сторибрук с Белль и Генри, освободившись от волшебного кинжала и оставшись при этом Тёмным Магом даже в Мире Без Волшебства. Но у него ничего не получается.
Во второй половине сезона, после того, как Снежная Королева погибает, Румпельштильцхен становится главным антагонистом. Он понимает, наконец, на личном опыте, что злодеи всегда проигрывают. И изменить это правило может только некий Сказочник, — летописец сказочных историй, чьё Волшебное Перо способно исказить реальность или даже создать новую. Бессчётное количество злодеяний Тёмного практически полностью стирает в Румпельштильцхене последние проблески человечности. Единственный способ для него спасти себя прежнего — написать новую сказку, где он больше не будет злодеем. Однако, герои разрушают новую реальность, а Румпель теряет сознание.

#### Сезон 5
Ученик чародея вытягивает всё зло из магического сердца Румпеля (см. подраздел «Потеря статуса Тёмного»), в результате чего тот становится обычным человеком и впадает в кому на 6 недель. Освободившееся зло вбирает в себя Эмма Свон. Став Тёмной, в Сторибруке она пробуждает и пленит Румпельштильцхена. Заклинание Ученика очистило магический образ сердца Румпеля и тот стал чистым как белый лист. Эта особенность дала Тёмной шанс сделать из жалкого труса настоящего героя без единой капли зла, достойного того, чтобы вытащить Экскалибур из камня.
Заполучив Экскалибур, Румпель в тайне делает его проводником для Тьмы. В результате, когда все предыдущие Тёмные гибнут, а Эмма Свон перестаёт быть Тёмной, Румпельштильцхен обретает всю мощь всех Тёмных Магов, что когда либо жили.
Во второй половине сезона он отправляется в Подземное Царство, где Аид шантажирует его сделкой, перешедшей к нему от убитого Знахаря (см. подраздел «Сделка со Знахарем»). Чтобы сберечь ребёнка, беременная Белль засыпает вечным сном. Могущества Тёмных не хватает для её пробуждения, что вынуждает Тёмного привязать всю магию Сторибрука к фрагменту Олимпийского Кристалла, с помощью которого был убит Аид. Так Румпельштильцхен снова становится главным антагонистом.

#### Сезон 6
В первой половине шестого сезона Румпельштильцхен пробуждает Белль с помощью песка Морфея. В её сне он видит их будущего сына, но уже взрослого. Тот просит Белль разойтись с Румпелем, предупреждая о последствиях, и она соглашается с ним.
Позже Чёрная Фея (см. подраздел «Младенчество») похищает новорождённого Гидеона, сына Румпельштильцхена, унося его с собой в Тёмное Измерение. Там время идёт иначе, поэтому спустя пару дней он возвращается в Сторибрук будучи уже взрослым 28-летним мужчиной, намеренным убить Спасительницу.
Во второй половине сезона кратковременная потеря сознания Эммой Свон возвращает Чёрную Фею из заточения. Та проникает в Сторибрук, чтобы сразиться со Спасительницей, как предначертано судьбой. Последняя Битва Света и Тьмы всё же состоялась, и Свет одержал победу.
Гидеон снова обращается в младенца. Румпельштильцхен получает свой счастливый финал.

#### Сезон 7
В седьмом сезоне Румпельштильцхен желает стать смертным, чтобы прожить обычную жизнь с Белль и Гидеоном (см. подраздел «Утрата могущества и окончательная смерть»). Но на пути встаёт новое Тёмное Заклятье. Оно внушает ему, что отныне Румпель является безжалостным Детективом Уивером с большими связями в криминальном мире. Вскоре Тёмный пробуждается и спасает всех от Альтернативного Румпельштильцхена, пожертвовав собой.
Он умирает и попадает в «Лучшее Место» на встречу к Белль.

### Кастинг
Продюсеры сериала смотрели на Роберта Карлайла как на актёра, подходящего для двойных ролей. Он вложил много сил, чтобы создать обоих героев, — Румпельштильцхена и Мистера Голда:
В самом начале я знал, как зовут Румпельштильцхена, и это всё <...>. Все думают, что осведомлены, какой он, но на самом деле это не так. Сюжетные линии, которые мне предложили, были далеки от нормальности настолько, насколько это возможно. Я решил, что чем храбрее мы всё сделаем, тем лучше.Роберт Карлайл

Карлайл продумал даже то, как говорит его герой. Создатели сериала Эдвард Китсис и Адам Хоровиц рассказывали, что каждый раз, когда зрители встречают Румпельштильцхена в Сказочном Лесу, он находится уже в другом отрезке времени, вот почему Карлайл немного менял голос каждый раз:
Играя такого неординарного персонажа, я просто не мог говорить, как обычно <...>. Я испробовал много вариантов и остановился на нынешнем, только благодаря моему сыну. Он бродил по дому, издавая такие высокие звуки, что я подумал, в Румпельштильцхене есть что-то от ребёнка, кроме того, он обманывает людей с таким радостным видом. Вообще, ему около трёхсот лет. Он встречал так много людей за эти годы, некоторые его впечатляли, некоторые — нет, он перенял их акценты, их манеры. Мой герой так многогранен, что потерял себя.Роберт Карлайл

Что касается мистера Голда, то Роберт старался сохранить в нём нейтральность:
Я хотел показать, как он медленно развивается. Прямо противоположное тому, что я делал с Румпельштильцхеном. Он излучает спокойствие. Редко актеру доводится сыграть два совершенно противоположных персонажа. Но одной из вещей, которую мы обсуждали с Эдди и Адамом, — это то, что не нужно чрезмерно использовать моих героев. Ведь, например, если вы видите слишком много таких персонажей, как Румпель, он становится менее привлекательным. Это такой персонаж, которого зрители должны каждый раз ждать с нетерпением.Роберт Карлайл

## Румпельштильцхен

### Биография

#### Младенчество
В темнейшую зимнюю ночь в Сказочном Лесу родился светлейший из магов, — будущий Румпельштильцхен. Ему было напророчено обрести судьбу Спасителя и однажды спасти все сказочные миры от Великого Зла, пожертвовав собой в Решающем Бою. Но его мать, женщина по имени Фиона, не могла смириться с мыслью, что её сын будет убит. Поэтому она попросила одну из фей-крёстных малыша Тигровую Лилию помочь ей понять, кто станет тем самым Великим Злом. Тигровая Лилия согласилась и в тайне от своей наставницы (Голубой Феи) стала приносить Фионе древние книги из Тайного Хранилища фей.
Из книг Фиона узнала, что в ту же зиму на свет появится тот, кому суждено будет стать Великим Злом:
|  | И узнаешь ты злую силу по отметине-полумесяцу... Тигровая Лилия [6 сезон, 19 серия] |

Обманом Фиона получила волшебную палочку Тигровой Лилии и с помощью древнего заклинания превратила себя в фею. После они вместе отправились на поиски младенца со шрамом-полумесяцем. Пересмотрев всех детей, родившихся в последний день зимы, Фиона, отчаявшись, попросила Тигровую Лилию помочь ей проникнуть в Тайное Хранилище Фей.
Там Фиона задумала объединить два древних заклятья и создать из них одно сверхмощное Тёмное Заклятье, которое унесёт всех детей в Мир Без Магии, исключив тем самым возможность встречи её сына с Великим Злом. Узнав о коварном замысле, Тигровая Лилия попыталась ей помешать, но безуспешно, —  Фиона с помощью магии вырвала магический образ её сердца. Совершив подобное злодеяние с чистейшей душой невинной феи, Фиона стала Великим Злом — Чёрной Феей. На её запястье проявился шрам в виде полумесяца.
На помощь пришла Голубая Фея, она возвратила образ сердца Тигровой Лилии. Не найдя ничего лучше, Тигровая Лилия предложила Фионе воспользоваться Ножницами Судеб, чтобы с их помощью перерезать нить судьбы Великого Зла и перестать им быть. Фиона согласилась, но в последний момент передумала, посчитав, что без обретённого могущества ей не удастся защитить сына. Вместо своей нити она перерезает нить судьбы Спасителя своему сыну, в результате чего он никогда больше им не будет.
За содеянное Голубая Фея изгнала Фиону в Тёмное Измерение, где действуют иные законы и откуда нет возврата. Чёрная Фея стала пленницей на много веков.
Голубая Фея и Тигровая Лилия вернули младенца его отцу — Малькольму, который любил Фиону больше жизни. За то, что малыш отнял у него возлюбленную, Малькольм нарёк сына Румпельштильцхеном.

#### Детство
Малькольм отдал Румпельштильхена в возрасте 7-8 лет на попечение старух-прях, а сам ушёл якобы искать нормальную работу, чтобы завязать с шарлатанским ремеслом. Старухи дали Румпелю волшебный боб, способный переместить кого-угодно куда тот пожелает. Румпель решился найти отца и вместе с ним уйти жить в другие края. Малькольм так и не смог перестать обманывать людей, но на предложение уйти согласился. Он вспомнил, что в детстве, во сне, уносился на чудесный остров под названием «Нетландия». Туда они и отправились.
Прибыв в Нетландию, Малькольм узнал от стража острова Тени, что на нём нет места взрослым. Тогда он решает остаться на острове, снова обрести юность, а своего сына — отпустить навсегда. Малькольм помолодел, но Тень унесла Румпеля с острова, поскольку «...у детей не бывает детей».
Улетая, Румпель обронил свою любимую игрушку — соломенного человечка по имени Питер Пэн. Малькольм, подняв её, решает назвать себя Питером Пэном.
Тень вернула Румпельштильцхена на попечение старых дев.

#### Война с ограми
Уже будучи взрослым, Румпельштильцхен женился на женщине по имени Мила, вместе они стали зарабатывать на жизнь ткацким делом. Однажды Румпель пришёл домой с "радостной новостью". Оказалось, его призвали на Войну с ограми. Мила не хотела отпускать его, но Румпельштильцхен верил, что только походом на войну он сможет искупить грехи своего отца и смыть с себя позорную славу сына жалкого труса.
Прибывшему в военный гарнизон Румпелю поручают посторожить клетку с пленницей, предупреждая, чтобы тот ни о чём с ней не говорил. Пленницей оказалась слепая девочка-пророчица. Она сумела привлечь внимание Румпельштильцхена и за то, что тот дал ей испить воды, рассказала ему произошедшие и грядущие события. Оказалось, Мила, его жена, была беремена и ждала ребёнка, который вот-вот останется без отца, поскольку в завтрашнем бою огры перебьют весь их отряд.
Румпель сперва не поверил в её слова, но затем, найдя их подтверждение, поспешил встретиться с пророчицей, которой, однако, на прежнем месте уже не оказалось. Из-за страха за собственную жизнь Румпельштильцхен решился поколечить себя сам: он взял наковальный молот и сломал себе правую ногу.
Предлог "покалечился на войне" не сработал, слухи о поступке Румпеля распространились быстрее, чем тот смог вернуться домой. Так Румпельштильцхен прослыл жалким трусом, как и его отец.

#### Сделка со Знахарем
Однажды, пока Румпельштильцхен и Мила были заняты очередной семейной ссорой, их сына, маленького Белфайера, укусила ядовитая змея. Мила услышала где-то, что есть некий знахарь Фэндрейк (Fendrake, the healer), который лечит такие недуги магией. Но поскольку семья бедствовала и им совсем нечем было платить, Мила толкает Румпеля на убийство Знахаря. Не найдя в себе силы преодолеть страх, Румпель так и не исполняет того, что велела ему жена. Вместо этого Знахарь предлагает ему сделку, согласно которой за спасение своего первого сына Румпельштильцхен отдаст Фэндрейку второго.
Радостный, как никогда, Румпель спешит поделиться новостью с Милой, но не находит от неё поддержки, а даже наоборот, — заслуживает ещё большего презрения.

#### Расставание с Милой
Мила встретила в портовой таверне обаятельного пирата Киллиана Джонса и попросила его увезти её на край света. У них завязывается роман, корабль вот-вот готовится к отплытию. До Румпеля донеслась новость, что жена его бросает. Румпель пришёл к пиратскому кораблю, но от предложения отвоевать сердце дамы в честном поединке отказался. В результате, он вернулся домой ни с чем, а юному Белфайеру солгал, что его мать умерла.

## Тёмный Маг

### Становление
Когда Белфайеру вот-вот должно было исполниться 14 лет, Румпель решается на побег, чтобы спасти сына от призыва на Войну с ограми. Их настигает Герцог Гордор, который занимался отбором призванных, и унижает Румпеля, заставив его целовать свой сапог. Гордор пригрозил, что отныне им никогда не скрыться.
По пути Румпель делится с бездомным ломотем хлеба, за что тот провожает их после встречи с Герцогом в своё жилище. Там нищий рассказывает Румпелю легенду о волшебном кинжале, с помощью которого Герцог управлял Тёмным Стражем, — могущественным магом по имени Зосо, выполнявшим все его повеления. Согласно легенде, тот, кто убьёт Тёмного Мага этим кинжалом, сам станет Тёмным Магом.
Ночью Румпельштильцхен с Белфайером используют заготовленную овечью шерсть, пропитанную жиром, и поджигают замок Герцога. В пожаре посреди пылающего огня Румпель находит волшебный кинжал и уходит в лес на встречу с Тёмным Стражем. Тот является на зов:
|  | <...> Что повелишь, будет исполнено... Светает. Твоему сыну сегодня 14, Гордор с дружиной уж верно на пути к вашему дому. <...> Ты им не господин, мне — да. Хозяин, ты никогда не думал: что, если сын — тебе не родной? Ведь он не малодушен, как ты, и рвётся на смертный бой. <...> Как было бы обидно, заложить Дьяволу душу ради спасения неродного сына. Дак каково же будет твоё повеление? Зосо, Тёмный Маг [1 сезон, 8 серия] |

Сказанное так напугало Румпеля, что он убил Тёмного Стража. Оказалось, под маской тёмных чар скрывался тот самый нищий, который и поведал ему историю о волшебном кинжале:
|  | ...[смеётся]... Ты пошёл на сделку, которую толком не понял. Впредь будешь осмотрительнее...Зосо, Тёмный Маг [1 сезон, 8 серия] |

На кинжале вместо прежнего имени Зосо проявляется имя Румпельштильцхена. Отныне он становится новым Тёмным Магом.

### Пропажа Белфайера
Белфайер замечает, как тьма берёт над его отцом верх: день ото дня тот становится всё злее и злее. Он заключает сделку с Румпелем, что, если найдётся способ снять проклятье Тёмного Мага, то Румпельштильцхен им воспользуется.
Морейн (Morein), подруга Белфайера, поведала мальчику про первозданную светлую силу, — Голубую Фею Рул Горм, — и о том, что только она способна помочь ему. Искренне желая вернуть себе прежнего отца, Белфайер загадал желание на голубую звезду. Голубая Фея явилась на зов и, предложив уйти в Мир Без Волшебства, дала мальчику волшебный боб, последний из всех, что осталось у фей.
Белфайер предлагает отцу бежать в Мир Без Волшебства и, открыв портал, почти падает в него, но Румпельштильцхен успевает схватить сына за руку. Не желая расставаться со своим могуществом, Румпель отпускает сына в магическую бездну.
Встретившись с Голубой Феей, Тёмный Маг узнаёт, что волшебных бобов больше не осталось, но кроме них есть ещё один способ попасть в Мир Без Магии, — с помощью Заклятья (которое в своё время пыталась наложить Чёрная Фея Фиона).
Румпельштильцхен клянётся найти сына, во что бы то ни стало.

### Встреча с Провидицей
Однажды в лесу Тёмный Маг является на встречу с той самой Провидицей, напророчившей ему смерть на Войне огров. От неё он узнаёт, что путь к сыну будет долгим и потребует Страшного Заклятья, «..что унесёт всех в мир иной».
Не желая слушать отговорки об ограниченности проведения, Румпель забирает дар прорицания у Провидицы. В благодарность перед своей гибелью она изрекает последнее пророчество:
|  | <...> Встреча твоя с сыном состоится, и устроит её тот, на кого не подумаешь. <...> Тебя приведёт к нему мальчик. Но берегись, Румпельштильцхен: тот мальчик — посланник судьбы, он даст тебе то, что ты ищешь, но дорогою ценой. Он же тебя и погубит...Провидица [2 сезон, 14 серия] |

### Прототип
Персонаж основан на одном из главных героев фантастического цикла Роберта Джордана «Колесо Времени».

## Крокодил
После пропажи Белфайера Румпельштильцхен неустанно ищет разнообразные способы найти сына (ведь в какое именно место попал Белфайер, ему было неизвестно). Однажды к нему на встречу в таверне приходит Уильям Сми, чтобы заключить сделку: волшебный боб в обмен на заново обретённую юность. Румпельштильцхен соглашается. После этого в таверне появляется Капитан Крюк (Киллиан Джонс), который увёл у Румпеля жену.
Тёмный Маг хочет завершить так и не начавшийся поединок и грозит Крюку расправой. На помощь к проигравшему Капитану прибегает Мила, хотя Крюк сказал, что она умерла. Мила показывает Тёмному шапку Уильяма Сми, заявляя, что волшебный боб у них. Затем на Весёлом Роджере Мила и Крюк предлагают обменять волшебный боб взамен на их жизни. Румпельштильцхен, желая получить всё и сразу, мстит Капитану Крюку, убивая Милу и отрубая ему руку, в которой тот якобы зажал волшебный боб.
Румпельштильцхен, прийдя домой, не обнаруживает в руке боба и остаётся ни с чем. Капитан Крюк использует волшебный боб, чтобы отправиться в край, где никто никогда не стареет, — в Нетландию, — и там придумать способ убить Тёмного Мага. За костюм из крокодильей кожи, в котором Румпельштильцхен явился к нему, Киллиан даёт Тёмному прозвище "Крокодил" и клянётся положить жизнь на то, чтобы отомстить.

## Чудовище
На владения Сэра Мориса нападают огры. Королевство находится на грани поражения, спасти его может разве что чудо. Именно чудо обещает предоставить Королю Румпельштильцхен, если он отдаст ему взамен свою дочь, принцессу по имени Белль, чтобы та прислуживала в качестве экономки. Король не соглашается:
|  | Белль, Белль, умоляю, одумайся. Белль, ты...ты не уйдёшь с этим...чудовищем...Сэр Морис [1 сезон, 12 серия] |

Но Белль сама, добровольно, уходит с Тёмным Магом навсегда и становится его пленницей в обмен на победу в войне с ограми. Первое время Белль считает Румпельштильцхена чудовищем, но через несколько месяцев она меняет своё отношение, видя в безжалостном колдуне проблески человечности и сострадания. Эмили де Рэвин так комментирует эту сторону персонажа:

<...> Вероятно, у него есть возможность обрести любовь, но потерять власть, это старый вопрос о том, что он выберет? <...> Любовь лучше власти или власть лучше любви? И это большая борьба для него, потому что он так долго был таким сильным, жестоким человеком, что вы знаете, это почти совершенно трудно понять, что: A — кто-то сможет заботиться о нём и B — эта забота была бы лучше, чем власть.
Оригинальный текст (англ.)There’s possibly the opportunity for him to lose power and to gain love, and so does the old question of what will you choose? <...> Love over power or power over love? And that’s a big struggle for him because it’s been so long of him being such a powerful, cruel person, that you know it’s almost, it’s completely hard to fathom that A, somebody would be able to care for him and B, that would be better than power.

Однажды Румпельштильцхен отпускает Белль повидаться с родными, уверенный, что та не вернётся. По пути Злая Королева подкарауливает Белль и та рассказывает ей, что её господин находится во власти каких-то злых сил. В ответ Королева сообщает, что любые тёмные чары можно разрушить поцелуем истинной любви:
|  | <...> Поверь мне на слово, — поцелуй любви снимает любые заклятья.Реджина Миллс, Злая Королева [1 сезон, 12 серия] |

Белль возвращается к Румпелю. Оказалось, их чувства взаимны и поцелуй истинной любви всё же состоялся. Но почувствовав, как могущество Тёмного Мага теряет свою силу, Румпельштильцхен отталкивает Белль, обвиняя её в сговоре с Королевой.
После заточения в камере, Тёмный Маг изгоняет Белль из своего замка. Уходя, она говорит Румпелю, что тот пожалеет о содеянном, да будет поздно:
|  | <...> Ты просто давно не веришь в любовь. Впрочем, ты сделал свой выбор и будешь жалеть о нём вечно. Всё, что тебе осталось, — пустота в душе и надбитая чашка...Белль [1 сезон, 12 серия] |

Через некоторое время, когда Белль решает вернуться к Румпелю снова, её настигает Злая Королева и пленит в башне до самого Заклятья, а Румпельштильцхену врёт, что его бывшая служанка умерла, и в смерти обвиняет её отца.
До снятия Заклятья Румпель считает, что Белль мертва, хотя на самом деле она 28 лет находилась в Сторибруке, в камере психиатрического отделения.

## Мистер Голд

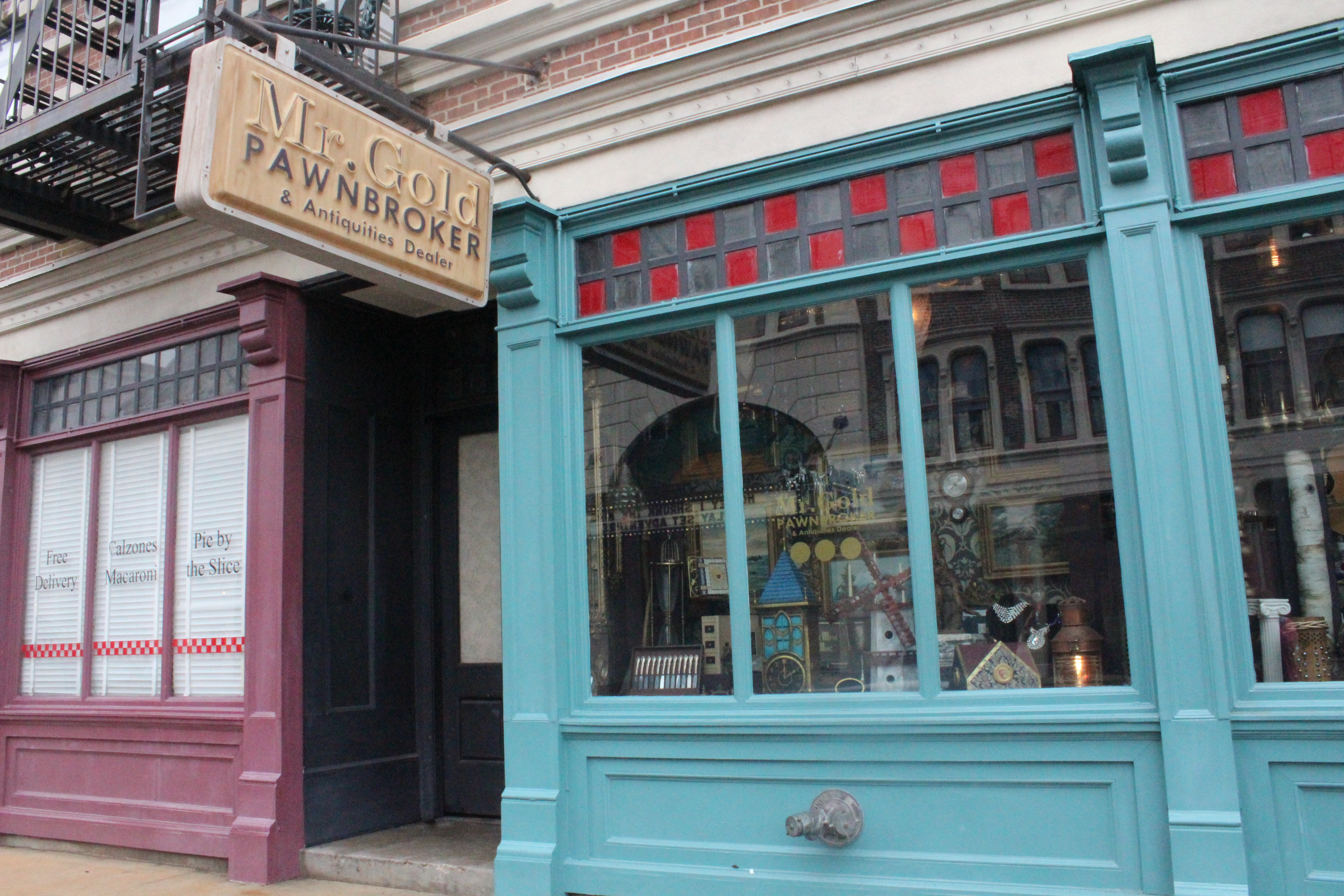
Воссоздание ломбрадной лавки М-ра Голда вдоль Улиц Америки (the Streets of America) в

Заклятье Злой Королевы вступило в силу и внушило Румпельштильцхену, что отныне он является владельцем местной ломбардной лавки, а также бизнесменом "в законе" и самым богатым жителем Сторибрука.
Перед тем, как дать Реджине Заклятье, Румпельштильцхен одной лишь каплей волшебного Эликсира Любви встраивает в Заклятье предохранитель, — возможность снятия его Спасительницей. Также с помощью чернил морского кальмара Тёмный оставляет за собой шанс вспомнить о Спасительнице при одном лишь упоминании её имени.
Спустя 10 лет действия Тёмного Заклятья в городе расцветает цветок фей, распускающийся лишь в присутствии злой силы. От пыльцы цветка пробуждается Белоснежка. Она находит Прекрасного Принца, будит его с помощью пыльцы и велит пойти в лавку к Мистеру Голду, чтобы узнать, где находится их дочь Эмма.
Упоминание Принцем имени "Эмма" пробуждает Румпельштильцхена. Позже тот даёт им зелье забвения и советует выпить его, иначе, если Эмма найдётся раньше срока, она не разрушит Заклятье, а жители Сторибрука навеки останутся заколдованными. Несмотря на то, что Румпель сказал Белоснежке и Прекрасному Принцу, что тоже выпьет зелье, впоследствии он этого не делает, сохраняя за собой память.
Всё оставшееся время Румпельштильцхен просто притворяется Мистером Голдом до того момента, пока Реджина не разоблачает факт его пробуждения.

### Первая смерть
Как и было предначертано пророчеством, мальчик по имени Генри, устроивший Румпельштильцхену встречу с его сыном, приводит Тёмного Мага к погибели. Чтобы спасти своих близких, а заодно всех жителей Сторибрука, от козней Питера Пэна, Румпель убивает его, пожертвовав своей жизнью.
После смерти Румпельштильцхен попадает в так называемое «Худшее Место», потому как одного лишь подвига самопожертвования оказывается недостаточно, чтобы перекрыть все его прегрешения.
Спустя некоторое время, Злая Ведьма Запада обманом приводит Белфайера к воскрешению Тёмного Мага. После завершения ритуала, Румпельштильцхен оживает, а Белфайер погибает, поскольку обряд предполагал равноценный обмен:
|  | <...> Впрочем, мог бы догадаться: око за око, жизнь за жизнь.Зелина, Злая Ведьма Запада [3 сезон, 15 серия] |

### Потеря статуса Тёмного
Свершив слишком много злодеяний, Румпельштильцхен почти уже теряет способность любить, в нём гаснут последние проблески человечности:
|  | <...> Я болен не физически, — морально. Сотворённое зло вернулось бумерангом, — отравило сердце, сгустило кровь. <...>Румпельштильцхен, Тёмный Маг [4 сезон, 18 серия] |

Ученик чародея Мерлина вытягивает из магического образа сердца Румпельштильцхена всю тьму, что оно в себе хранило, и помещает её в Волшебную Шляпу особым заклинанием:
|  | Зло не дремлет, Чёрный Рок Мрак и тьму настигнет в срок, Обуздает, оттеснит, Спрячет, место засекретив, Обезглавив, обезвредив, И навеки схоронит! Ученик Чародея [4 сезон, 22 серия, 2 часть] |

Purest evil, blackest bloom,

Darkness, too, can find its doom.

Never dying, but contained,

Bound inside the falcon's chamber,

Shorn of anger, thornless danger,

There forever to remain.
Потерявший сознание Румпель на следующие 6-8 недель впадает в кому, его состояние до пробуждения только ухудшается.
Тем не менее, Волшебная Шляпа не смогла вместить в себя такую мощь тьмы и та вырвалась на свободу. Чтобы спасти Реджину и остальных от неё в статусе Тёмной, Спасительница принимает Проклятье Тёмного Мага на себя и уносится в место, где возник первый Тёмный Маг.

### Повторное обретение статуса Тёмного
Когда жители Сторибрука буквально оказываются на грани вымирания, Эмма Свон решает пожертвовать собой, пронзив себя Экскалибуром и таким образом навсегда покончить с Проклятьем Тёмного Мага. Перед тем, как отдать его, Румпель находит специальное зелье и обрабатывает им меч, сделав из него проводник.
Проклятью Тёмного также оказался подвержен и Капитан Крюк. Именно он жертвует собой, чтобы уничтожить силу тьмы навеки. Но благодаря зелью, всё могущество Тёмного снова устремляется в Румпельштильцхена. В результате тот опять становится Тёмным Магом:
|  | <...> Под рукой, вот удача, оказался флакон с магическим зельем. Пара капель, и я уже знал, что всё обратимо. Я сделал из меча проводник, и поэтому, когда Крюк уничтожил тьму, якобы, на деле вся её мощь перешла в иное вместилище...Румпельштильцхен, Тёмный Маг [5 сезон, 11 серия] |

Румпель становится самым могущественным Тёмным из всех:
|  | <...> Во мне соединилась мощь всех Тёмных, что когда-либо жили, включая твою.Румпельштильцхен Эмме Свон [5 сезон, 11 серия] |

А благодаря уже случившейся смерти, кровь Румпеля может стать данью Паромщику (Харону), — перевозчику душ из Мира Мёртвых. Под давлением шантажа и иных мотивов, Тёмный ненадолго посещает Преисподнюю.
Там выясняется, что сделки после смерти сторон переходят в руки Аида. Убив целителя Фэндрейка, когда-то излечившего Белфайера, Румпельштильцхен оказывается должен Аиду своего второго ребёнка, появления которого уже ждала Белль.
Тёмному удаётся отвоевать ещё не родившегося сына. Он вынуждает Аида разорвать контракт.

## Детектив Уивер
В очередной и последний раз запущенное Тёмное Заклятье, не входившее в интересы Румпельштильцхена, внушило ему, что отныне он является безнравственным опытным детективом Уивером с хорошими связями в криминальном мире, загадочным и расчётливым, как и всегда. Но под его непоколебимой внешностью явно скрывается человек с миссией.
С приездом Генри, который тоже был в забвении, Заклятье стало слабеть. Альтернативная Алиса начала постепенно вспоминать, кто она на самом деле. Тёмный Маг, убедившись, что она является тем самым Хранителем (см. далее), поручает ей ещё до Заклятья любыми способами разбудить его при первой же представившейся возможности.
Надбитая чашка, — символ любви Белль и Румпельштильцхена, — не помогла, и тогда Альтернативная Алиса решила использовать крайние методы. Она выстрелила в Детектива Уивера прямо в сердце. Врачи сказали, что пуля пролетела в миллиметрах от сердца и не задела жизненно-важных сосудов. Но очнувшийся Румпельштильцхен знал, что его бессмертие нерушимо и сохраняется в Мире Без Магии, даже пройдя сквозь Заклятье.

### Утрата могущества и окончательная смерть
Бессмертный Тёмный Маг Румпельштильцхен, почивший на свете суммарно около 300 лет, добившись счастливой жизни с Белль и своим вторым сыном Гидеоном, клянётся придумать безопасный способ снять с себя Проклятье Тёмного, чтобы вновь стать простым смертным и оставшиеся годы провести с теми, кто был ему дорог:
|  | <...> Но дальнейшую жизнь я хотел бы прожить по-другому — человеком. <...> Кинжал слишком долго был мне обузой, я был рабом его силы...Румпельштильцхен, Тёмный Маг [7 сезон, 4 серия] |

Белль находит способ и говорит о нём Румпелю:
|  | <...> В этом свитке пророчество фей о Тёмном. И здесь сказано, «Когда Тёмный Маг обретёт любовь вечную на ярчайшем закате безвременья, пред ним забрезжит путь к упокоению тьмы.»Белль [7 сезон, 4 серия] |

На Рубеже Миров, там, где время идёт быстрее, чем где бы то ни было, Румпель проживает свои последние счастливые моменты. Гидеон вырастает и отправляется учиться волшебному делу, а Белль стареет и умирает. Но на прощание она признаётся ему, что сказала не всю правду:
|  | Когда я переводила пророчество много лет тому [...], то поняла, "Солнце", о закате которого там говорилось, не светило, не звезда. Это ведь я. «Когда Тёмный Маг обретёт любовь на ярчайшем закате безвременья [...]». Это значит, ты должен поверить, что наша вечная любовь сильнее смерти. Лишь тогда тебе откроется путь, что приведёт тебя ко мне.Белль [7 сезон, 4 серия] |

Теперь, когда Румпель наконец-таки захотел обрести покой, для воссоединения с Белль в «Лучшем Мире» ему необходимо воздержаться от злодеяний и передать силу Тёмного некоему Хранителю, на поиски которого он и отправляется.
Исполненное джинном Аладдином желание второй половины Злой Королевы открывает Сторибруку доступ к Альтернативному Сказочному Лесу, где события развивались иначе. Там Злая Королева была изгнана феями туда, откуда нет возврата (скорее всего, в Тёмное Измерение, куда Голубая Фея изгнала Фиону), так и не наложив Тёмное Заклятье.
Из-за проигрыша Королевы, Альтернативный Румпельштильцхен приблизительно на 30 лет оказывается заточён в заколдованном подземелье. Но его освобождает настоящая Реджина (та, что наложила Заклятье) в обмен на помощь.
Альтернативная Белль не была спасена из башни (т.к. все считали её мёртвой), и умерла от жажды и голода. Узнав об этом, Альтернативный Румпельштильцхен утратил способность любить. В нём угасли последние проблески человечности, в результате чего Тёмный Маг полностью завладел им.
Настоящему Румпельштильцхену удавалось сдерживать Альтернативного Себя, но лишь до того, как грянуло последнее Тёмное Заклятье. Вырвавшись, тот сговорился с Альтернативным Генри, который тоже мог стать Сказочником, и использовал Волшебное Перо, чтобы лишить настоящего Румпельштильцхена бессмертия и могущества, оставив за ним статус Тёмного как всего лишь формальность.
Румпельштильцхен жертвует своим образом сердца ради спасения Альтернативного Крюка, который смог стать для него единственным другом, и умирает.
Благодаря очищающему заклинанию Ученика Чародея, которое вытянуло из Румпеля всё зло, что в нём было, второго подвига самопожертвования хватает, чтобы попасть в Лучший Мир на встречу к Белль:
|  | Я знала, что ты придёшь...Белль [7 сезон, 22 серия] |

Тёмный Маг в обличии Альтернативного Румпельштильцхена погибает вместе с ним навсегда.